# 森脇真末味
森脇 真末味（もりわき ますみ、1957年8月30日 - ）は、日本の漫画家。大阪市出身、兵庫県姫路市育ち。血液型はAB型。本名は森脇真末美。

## 人物・作風
小さい時から貸本屋などで漫画を読み、小学生の時から漫画をノートに描き始める。正式にペンを握ったのは高校生になってからで、中高生を通じて、コマ割りをした漫画を日記のような調子で、毎日何ページか進んでゆくというペースだったという。また、中学・高校を通して美術部で、水彩画を描いており、一日中絵筆を握ってだらだらとしているのが好きだったようである。
ペン入れ1作目が同人誌「ODIN」会長の持ち込みにより、デビューのきっかけになる。1978年に『OH！MY兄貴どの』（プチコミック12月増刊号）で商業誌デビュー。高校生の日常を描いた作品、ファンタジー物などのそれまでになかった新しい個性により、多くの読者を魅了する。目覚ましに効くという理由で、緑茶と紅茶を愛飲している。
緻密な人物造型とシャープな絵柄が特徴。「本作の脇役・端役が次作で主役抜擢」という構図がよく見られる。

## 書籍
連載作品／同名単行本
- 『緑茶夢』（全4巻、1979年 - 1980年、小学館フラワーコミックスPS版）
- 『おんなのこ物語』（全5巻、1981年 - 1983年、小学館フラワーコミックスPS版）
- 『BLUE MOON』（全5巻、1986年 - 1988年、小学館プチフラワーコミックス）
- 『UNDER』（全2巻、1990年 - 1992年、小学館プチフラワーコミックス）

作品集
- 『夢喰いドガ』（1983年、朝日ソノラマ サンコミック ストロベリーシリーズ）

商業誌デビュー前の同人誌時代に書いた作品、未発表作品などを収録。
- 『男は寡黙なバーテンダー』（1985年、新書館 ペーパームーンコミックス）
- 『ささやかな疑問符（森脇真末味傑作集 1）』（1985年、小学館プチフラワーコミックス）
- 『踊るリッツの夜（森脇真末味傑作集 2）』（1985年、小学館プチフラワーコミックス）
- 『ゼネツィオの庭（森脇真末味傑作集 3）』（1986年、小学館プチフラワーコミックス）
- 『ゴドレイの恋人』（1988年、新書館ペーパームーンコミックス）
- 『空色冷蔵庫（森脇真末味傑作集 4）』（1990年、小学館プチフラワーコミックス）
- 『緑茶夢』（全2巻、1990年、小学館フラワーコミックスワイド）
- 『おんなのこ物語』（全3巻、1990年 - 1991年、小学館フラワーコミックスワイド）
- 『ユージーン』（1995年、新潮社）
- 『おんなのこ物語』（全2巻、1996年、中央公論社 中公愛蔵版）
- 『山羊の頭のSOUP』（1997年、ビブロス ゼロコミックス）
- 『UNDER』（2001年、早川書房 ハヤカワ文庫JA）
- 『緑茶夢-スラン』（2002年、小学館文庫）
- 『BLUE MOON』（全3巻、2003年～2004年、ブッキング）
- 『天使の顔写真』（2004年、早川書房 ハヤカワ文庫JA）
- 『グリフィン』（2004年、早川書房 ハヤカワ文庫JA）
- 『おんなのこ物語』（全3巻、2006年、早川書房 ハヤカワコミック文庫）